# Oldenburgi Amália görög királyné
Amália Mária Friederika oldenburgi hercegnő, németül: Amalie Marie Friederike, Herzogin von Oldenburg (Oldenburg, Oldenburgi Nagyhercegség, 1818. december 21. – Bamberg, Bajor Királyság, 1875. május 20.), az Oldenburg-ház Holstein–Gottorp ágából született német hercegnő, I. Ottó görög királlyal kötött házassága révén 1836-tól haláláig bajor királyi hercegné, 1836–1862 között Görögország királynéja. Anyja révén István nádor unokanővére.

## Élete

### Származása
Amália hercegnő 1818-ban született az Oldenburgi Nagyhercegség fővárosában, Oldenburgban. (Az 1774 óta fennálló Oldenburgi Hercegséget a bécsi kongresszus döntése 1815-ben emelte nagyhercegségi rangra.)
Édesapja I. Ágost oldenburgi nagyherceg (Paul Friedrich August von Oldenburg, 1783–1853) volt, I. Péter oldenburgi herceg (1755–1829) és Friderika Erzsébet Amália württembergi hercegnő (1765–1785) idősebbik fia.
Édesanyja Ágost herceg első felesége, Adelheid anhalti hercegnő (Adelheid von Anhalt-Bernburg-Schaumburg-Hoym (1800–1820) volt, II. Viktornak, Anhalt-Bernburg-Schaumburg-Hoym hercegének (1767–1812) és Amália Sarolta Vilhelmina Lujza nassau-weilburgi hercegnőnek (1776–1841) második leánya. Az anhalti hercegi család az ősi sváb-frank Ascani családra vezette vissza eredetét.
Szülei házasságából két gyermek született. Édesanyjuk, Adelheid nagyhercegné fiatalon meghalt, második leányának születésekor.
- Amália hercegnő (1818–1875), 1836-tól Ottó görög király felesége, Görögország királynéja,
- Friderika hercegnő (1820–1891), aki 1855-ben Maximilian Emanuel von Washington báró (1829–1903) felesége lett.

Amália hercegnő nagynénje, anyjának nővére Hermina anhalti hercegnő (1797–1817) volt, József Antal János osztrák főhercegnek, azaz József nádornak (1776–1847) második felesége. Hermina hercegnő ikergyermekei, Hermina Amália főhercegnő és István főherceg, Magyarország utolsó nádora tehát Amália hercegnő unokatestvérei voltak.

### Házassága
Az evangélikus vallású, tehetséges és sokoldalúan művelt Amália hercegnő 1836-ban a csehországi Franzensbadban ismerkedett meg a Wittelsbach-házból való, római katolikus vallású I. Ottó görög királlyal (1815–1867), bajor királyi herceggel, I. Lajos bajor király (1786–1868)  és Terézia Sarolta szász–hildburghauseni hercegnő (1792–1854) második fiával. Ottó szabadságra látogatott haza, és édesanyja éppen azért vitte magával Franzensbadba, hogy ott bemutassa őt a számára kiszemelt Amália hercegnőnek. Az ismeretségből eljegyzés született.
1836. november 22-én szülővárosában, Oldenburgban Amália hercegnő feleségül ment Ottó bajor királyi herceghez, aki 1831 óta viselte Görögország királyának címét. 1831-től névlegesen (régenstanács irányítása alatt, majd 1836-tól, teljeskorúságának elérésétől (21 éves korától) már saját jogán uralkodott Görögországban. A királyi házasságot azonban nem kísérte gyermekáldás.

### Görögország királynéja

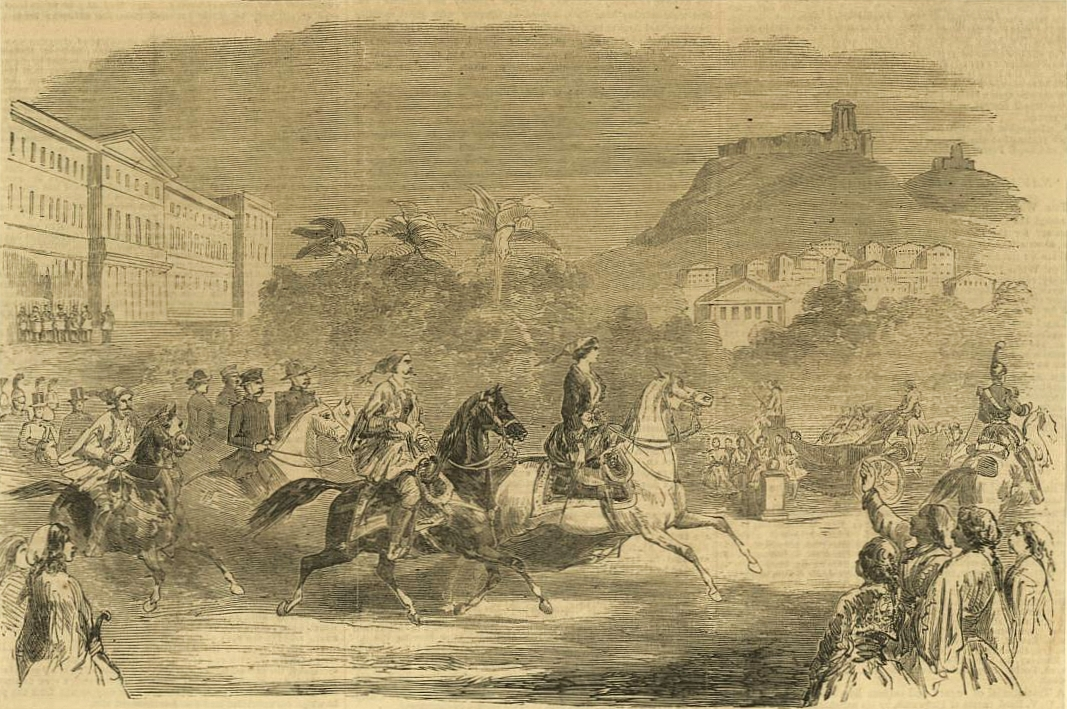
A királyi pár Athén utcáin

Ottó király uralma kezdettől fogva ingatag volt, hatalmát csak a vele szimpatizáló pártcsoport és bajor csapatok jelenléte biztosította. Neoabszolutisztikus felfogása miatt Ottó elutasította az alkotmány szükségességét. Bajor tanácsadói gyarmatnak tekintették Görögországot. Az ellenzék „bavarokárciának”, a bajorok uralmának nevezte a rendszert. Ennek ellenére a fiatal királyné személyét általános rokonszenvvel fogadta Görögország népe. Ottó és felesége gazdasági és szociális intézkedésekkel igyekezett stabilizálni a gazdaságot és növelni saját támogatottságukat.
1841-ben Friedrich von Gärtner tervei szerint felépült az athéni királyi palota (a mai görög parlament) épülete. A palota parkját maga Amália királyné tervezte. Amália fő érdeklődése a görög mezőgazdaság fejlesztésére irányult, harcolt azért, hogy a török földesurak jogait korlátozó rendelkezések szülessenek. A földművelő gazdáknak oktatást és támogatást biztosított a modern európai mezőgazdasági és állattartási módszerek bevezetéséhez. A szájhagyomány szerint ő maga tervezte volna a görög királyi gárda (Evzoni) tagjainak díszegyenruháját is.
Ottó király és Amália királyné házassága azonban gyermektelen maradt, a dinasztia örökösödése nem volt biztosítva. A bajor-görög államközi szerződés értelmében a bajor csapatok 1844-ben távoztak az országból. Azonnal lázadás tört ki, melyen a királyhű erők csak nehezen lettek úrrá. Az uralkodó alkotmány kibocsátására kényszerült. Ottó csak annyit ért el, hogy ebbe felvették legifjabb öccsének, Adalbert Vilmos bajor királyi hercegnek (és az ő utódainak) trónöröklési jogosultságát. Ugyanakkor Ottó elfogadta a görögök követelését, hogy a trónra csak ortodox vallású személy kerülhessen, emiatt Ottó idősebbik öccsét, az áttérést határozottan elutasító Luitpold herceget kizárták a trón várományosainak sorából.

### Utolsó évei száműzetésben

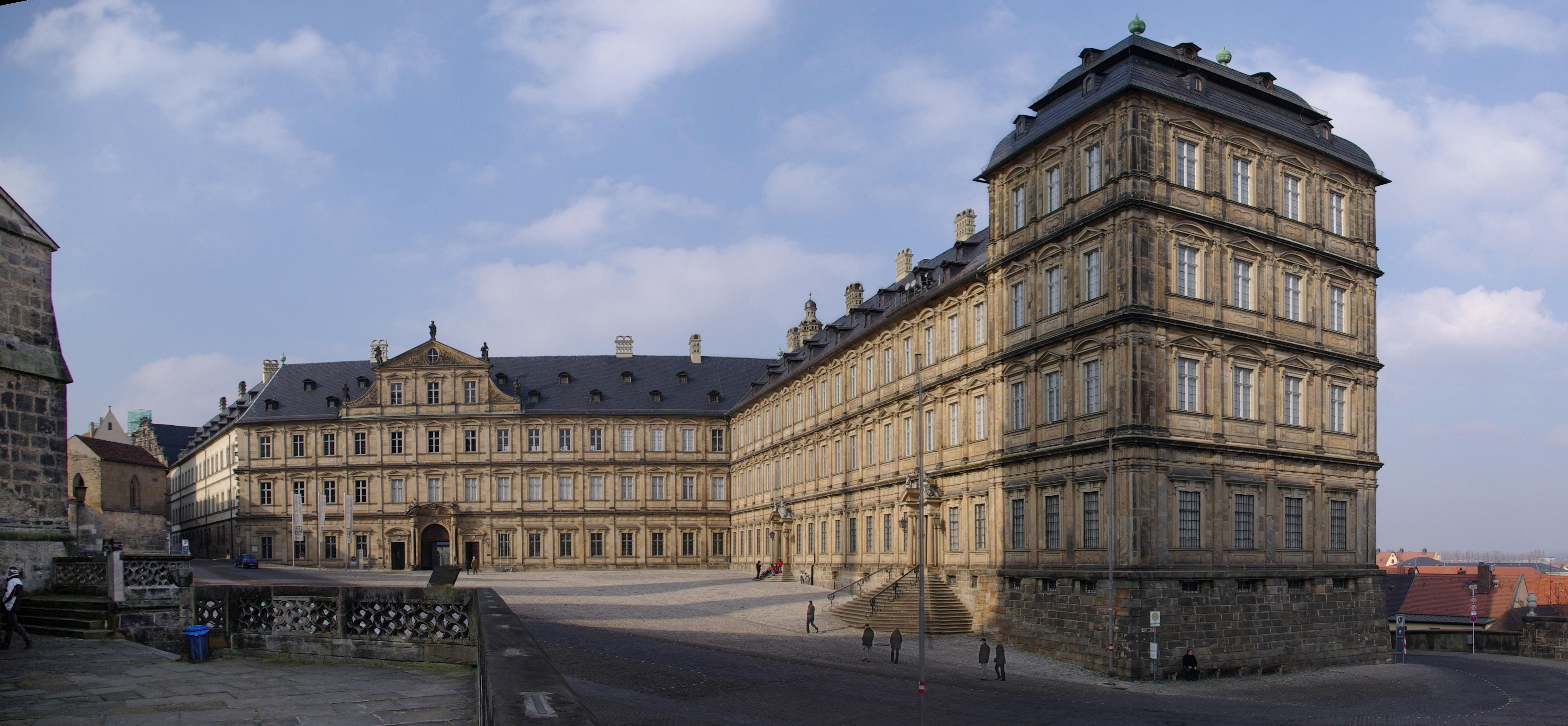
Bamberg, a hercegérsekek rezidenciája

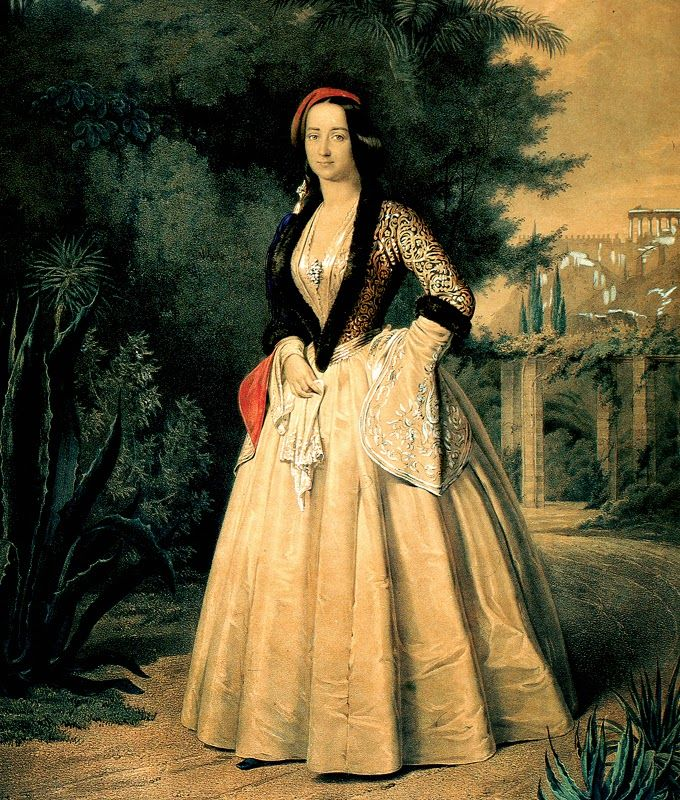
Amália királyné görög nemzeti viseletben

A gyengülő Oszmán Birodalomtól csak nemrégen, 1828-ban elszakadt Görögország politikai életét a 19. század közepén a nagyhatalmak által finanszírozott pártok harca határozta meg. Az oroszbarát frakciók az Oszmán Birodalom szétverését, az 1453-ban megdöntött Bizánci Birodalom helyreállítását tervezték. Nagy-Britannia és Franciaország érdeke azonban az Oszmán Birodalom pufferzónaként való megőrzése volt, ők ellenezték a görögök terjeszkedési terveit. A brit flotta két alkalommal (1841-ben és 1850-ben) is megakadályozta Ottó hadjáratát Kréta szigetének visszafoglalására. A szemben álló pártcsoportok hatalmi harcában a király helyzete tarthatatlanná vált, Bajorországtól nem kaphatott nagyhatalmi támogatást.
1862-ben, amikor a királyi pár elhagyta Athént, és vidéki körutazásra indult, újabb lázadás robbant ki. Ottót és Amáliát egy brit hadihajó mentette ki Görögországból. Hazatértek Bajorországba. Bambergben, az egykori hercegérsekek rezidenciáján kaptak otthont, itt éltek életük végéig száműzetésben. A görög koronáról hivatalosan sohasem mondtak le. Egykor volt királyságukra emlékezve minden nap délután 18…20 óra között „görög órát” tartottak, ezalatt mindenki csak görögül beszélhetett, a családtagok és mintegy 50 főnyi udvartartásuk görög nemzeti viseletbe öltözött.
Férje, Ottó exkirály 1867-ben hunyt el Bambergben. Az özvegy Amália 7 évvel élte túl férjét, 1875-ben halt meg ugyanott, 56 éves korában. Mindkettőjüket Münchenben, a Wittelsbachok temetkező helyén, a Theatinusok templomámak kriptájában temették el. Oldenburgi Amália hercegnő jelentős magánvagyonáért húga, Friderike von Washington báróné nyújtott be keresetet.

## Emlékezete

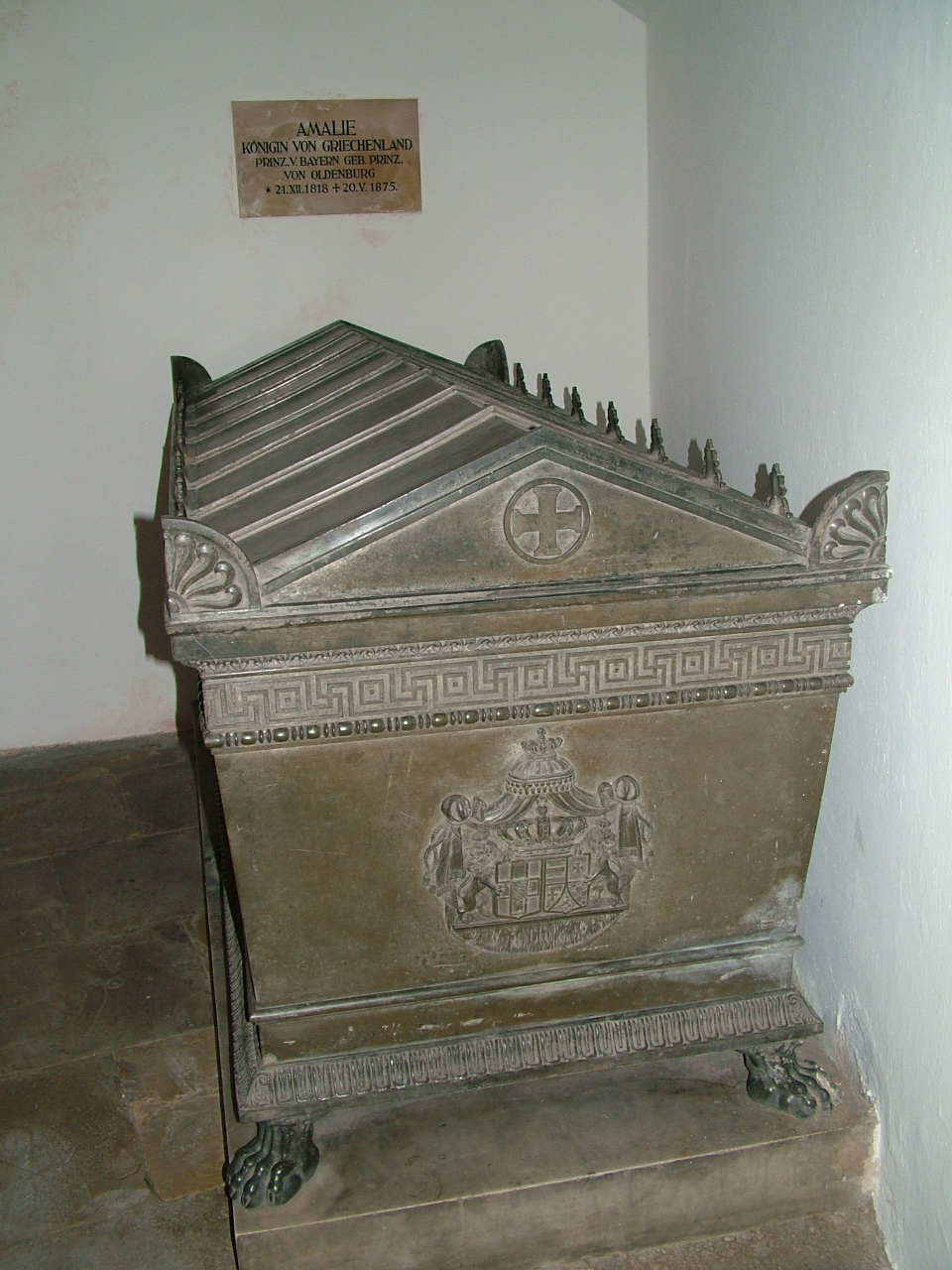
Amália királyné sírja

A felvilágosult szemléletű Amália királyné aktív részt kért Görögország politikai és gazdasági ügyeinek intézésében. A 19. század az emancipált mentalitás nagy feltűnést keltett, a lakosság konzervatív csoportjaiban megütközést keltett. Ugyanakkor lelkes követők is akadtak. Görögország azon vidékein, amelyek még oszmán közigazgatás alatt álltak, a görög nők az Amália királyné által kedvelt lazább, görögös stílusú ruházat viselésével provokálták megszállóikat. A görög nép „a szép Amália” becenevet ragasztotta rá, és máig él a szájhagyomány, hogy ő volt minden idők legszebb görög királynéja.
Theodor von Heldreich (1822–1902), Görögországban dolgozó német botanikus a görög jegenyefenyő (kefalóniai fenyő) több, általa azonosított alfaját Amália oldenburgi hercegnőről nevezte (Abies Reginae Amaliae, Abies apollinis var. reginae-amaliae, Abies cephalonica var. reginae-amaliae), továbbá egy rózsás kövirózsa fajnak (Sempervivum marmoreum subsp. reginae-amaliae) is Amáliára utaló nevet adott.
1885-ben a Peloponnészoszon két falu összevonásából létrejött új települést Amaliáda (Αμαλιάδα) névre kereszteltek. Kelet-Görögországban van egy Amaliapoli ( Αμαλιάπολη) nevű község is. Athén központjában, a királyné által tervezett kastélyparkon átvezető főútvonalat ma Amália királyné sétánynak (Leofórosz Basilíszisz Amálíász) nevezték el.
Szülővárosában, a ma Alsó-Szászországhoz tartozó Oldenburgban a Hunte folyón átívelő Amália-híd (Amalienbrücke) és a rávezető utca (Amalienstraße) viseli a nevét.